# Kysha Sylla
Kysha Sylla, née le 4 février 2004 à Marseille, est une footballeuse franco-comorienne. Elle évolue actuellement au Spirit de Waashington, en prêt de l'Olympique lyonnais.

## Biographie
Kysha Sylla grandit à Martigues. Elle commence le football à dix ans au CA Croix Sainte, puis rejoint le FC Martigues. À quatorze ans, elle joue à l'Olympique de Marseille. Elle rejoint ensuite l'INSEP.
Elle arrive à l'Olympique lyonnais en 2019. Elle devient capitaine de l'équipe de France des moins de seize ans. Elle signe son premier contrat professionnel avec le club en 2021, après avoir participé aux matches amicaux estivaux, alors qu'elle est suivie par d'autres grands clubs européens comme Chelsea ou Barcelone,.
Le 11 février 2022, elle entre en jeu pour la première fois en match officiel lors de la victoire de Lyon face à Soyaux en championnat. Cette saison-là, elle remporte le championnat de France des moins de 19 ans. Elle participe ensuite à la coupe du monde des moins de 20 ans avec l'équipe de France.
En 2023, elle est prêtée pour six mois au Dijon FCO, après seulement deux matches disputés avec l'équipe première de l'OL. Elle atteint les demi-finales de l'Euro des moins de 19 ans.
En 2024, elle prolonge son contrat avec l'OL. Elle est ensuite prêtée en 2025 au Spirit de Washington pour la saison de NWSL.